# Movilidad activa

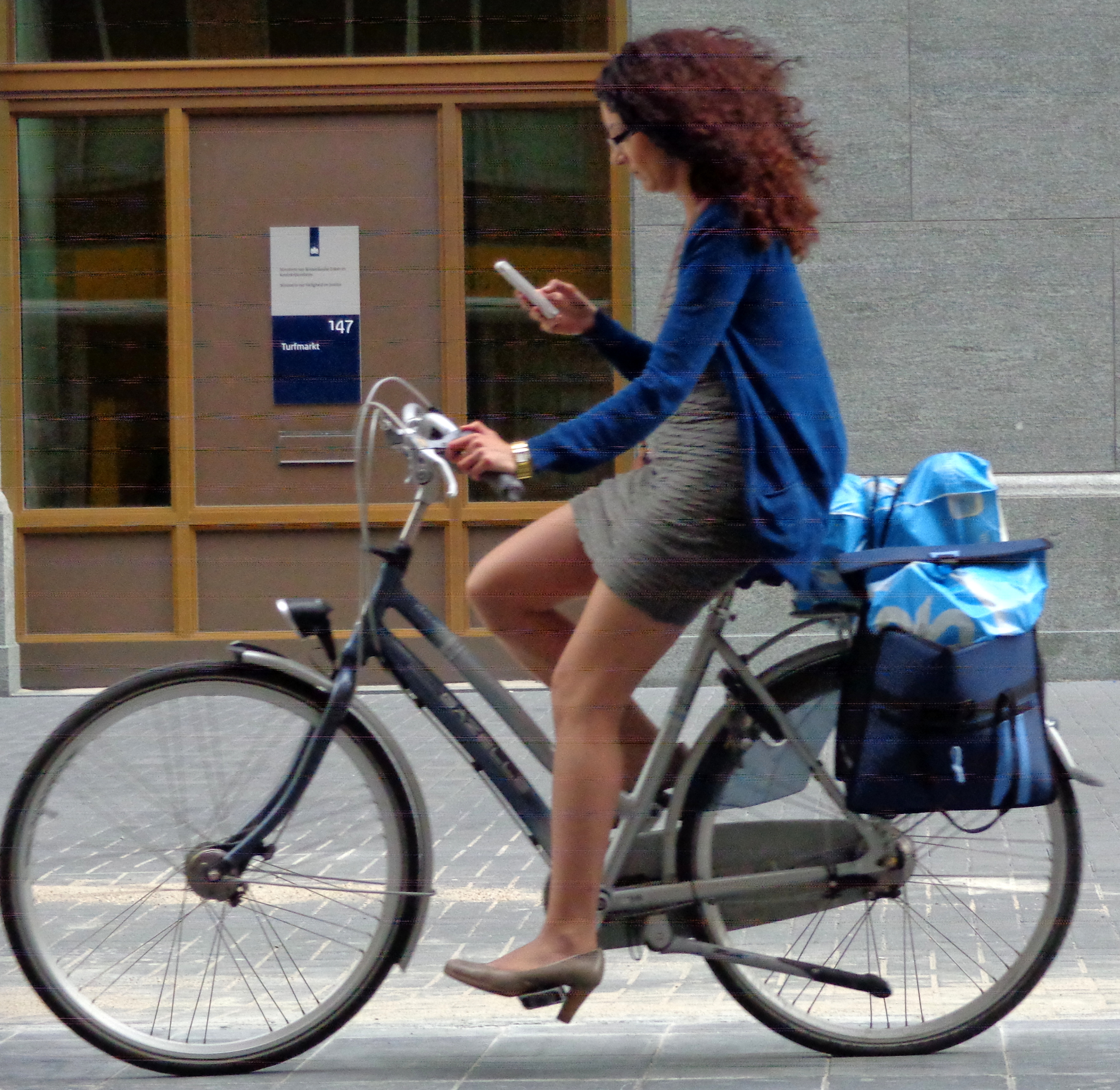
La bicicleta urbana, uno de los vehículos más extendidos y conocidos para la movilidad activa.

En transporte y geografía, la movilidad activa, movilidad blanda, viaje activo, o transporte activo es el transporte de personas o mercancías, por medios no motorizados, basado en la actividad física humana.
En biología, el mismo término transporte activo se aplica al movimiento de moléculas interno a la membrana celular.
Las formas más conocidas de movilidad activa son caminar y andar en bicicleta, aunque otros modos incluyen correr, remar, andar en patineta, patinetas y patines. Debido a su prevalencia, el ciclismo a veces se considera por separado de las otras formas de movilidad activa.
Las políticas públicas que promueven la movilidad activa tienden a mejorar los indicadores de salud aumentando los niveles de aptitud física y reduciendo las tasas de obesidad y diabetes, al mismo tiempo que reducen el consumo de combustibles fósiles y las emisiones de carbono. Se ha demostrado que las políticas que promueven la movilidad activa dan como resultado grandes aumentos en el transporte activo para los desplazamientos diarios: por ejemplo, Portland, Oregón, pudo aumentar el uso de bicicletas 5 veces entre 1990 y 2009 con programas pro-ciclismo. Los estudios han demostrado que los programas a nivel de ciudad son más eficaces que fomentar la movilidad activa a nivel individual.

## Beneficios

### Salud pública
Los beneficios para la salud de la movilidad activa incluyen el alivio de las presiones urbanas, la reducción del consumo y la producción de energía y la mejora de la calidad de vida. El transporte comúnmente activo evita las posibilidades de enfermedades mortales derivadas de la contaminación y los problemas ambientales. La movilidad activa mejora la salud al disminuir la contaminación del aire de los automóviles. Los estilos de vida inactivos y sedentarios causan problemas de salud, por lo que algunos organismos de salud pública, como el Centro para el Control y Prevención de Enfermedades de Estados Unidos recomiendan aumentar el acceso al transporte activo. Varios estudios estadounidenses abogan por un mayor acceso al transporte activo para todos, incluidos los niños, debido a los múltiples beneficios para la salud.
Las personas sedentarias pueden reducir su IMC aumentando la actividad física. Un informe del Comité de Salud de la Cámara de los Comunes del Reino Unido sobre la obesidad en 2004 recomendó andar en bicicleta y caminar como componentes clave para combatir la obesidad. Public Health England estimó en 2016 que en el Reino Unido, la inactividad física contribuye directamente a una de cada seis muertes cada año. El informe PHE señala que caminar y andar en bicicleta a diario es eficaz para aumentar la actividad física y reducir los niveles de obesidad, así como para prevenir enfermedades cardiovasculares, diabetes tipo 2, cáncer y varias enfermedades mentales, incluida la depresión.

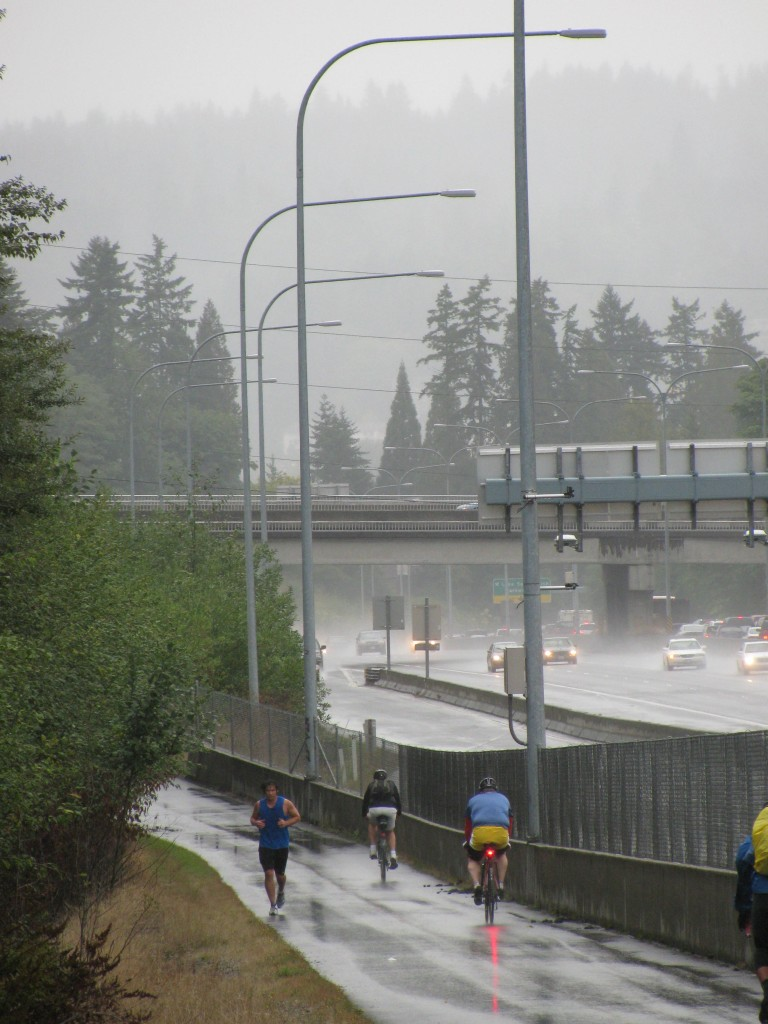
Personas que hacen ejercicio con movilidad activa en un día lluvioso.

El ejercicio físico mejora la salud física y mental. Ciclistas y caminantes perciben su ambiente de manera diferente respecto de aquellas personas que manejan autos porque los autos bloquean la información sensorial que la movilidad activa promueve. Quienes proponen la movilidad activa afirman que actividades como el ciclismo y las caminatas promueven una sensación de comunidad y conexión, mejorando la salud mental y el bienestar en general.
Proporcionar una buena infraestructura para la movilidad activa disminuye el tráfico y la congestión urbana. Andar en bicicleta y caminar pueden ahorrar dinero al reducir el dinero gastado en combustible. Las consecuencias de andar en bicicleta y caminar incluyen una mayor exposición a la contaminación del aire, el ruido y accidentes más frecuentes. El ciclismo reduce la necesidad de grandes carreteras y estacionamientos, ya que las bicicletas ocupan el 8% del espacio disponible en comparación con los automóviles. A medida que aumenta el ciclismo y la caminata, la infraestructura urbana se puede transformar en parques para agregar espacios verdes a los entornos urbanos. Las áreas estéticamente agradables pueden convertirse en lugares óptimos para caminar y andar en bicicleta en las ciudades. Los entornos urbanos también se pueden transformar en áreas transitables, lo que puede beneficiar a las personas mayores, pero la seguridad puede ser problemática si las áreas están congestionadas con automóviles. El diseño de áreas transitables seguras en las ciudades puede aumentar la popularidad de caminar, disminuir la inactividad física y mejorar la salud.
Además, los usuarios de bicicletas eléctricas se benefician de este tipo de actividad física. En siete ciudades europeas, los usuarios de bicicletas eléctricas tenían un gasto energético semanal un 10% superior al de otros ciclistas. Las personas que cambian a la bicicleta eléctrica desde automóviles privados o transporte público gastan más energía a medida que aumenta la actividad física, ganando entre 550 y 880 minutos de tareas equivalentes metabólicas por semana. 

### Ambientales
Un beneficio ambiental de la movilidad activa es la reducción de las emisiones de gases de efecto invernadero para frenar el calentamiento global. La movilidad activa reduce las emisiones diarias de gases de efecto invernadero. Por ejemplo, en Nueva Zelanda, se ha descubierto que la movilidad activa reduce las emisiones de dióxido de carbono en un 1% anual. En un estudio de 7 ciudades europeas, se descubrió que los cambios individuales en los viajes activos conllevan importantes beneficios en las emisiones de carbono durante el ciclo de vida, incluso en contextos urbanos europeos con una proporción ya elevada de personas a pie y en bicicleta. Un aumento en el ciclismo o la caminata disminuyó de manera constante e independiente las emisiones de CO2 del ciclo de vida de la movilidad. Una persona promedio realizando un viaje más en bicicleta por día y conduciendo un viaje menos al día durante 200 días al año reduciría las emisiones de CO2 del ciclo de vida relacionadas con la movilidad en aproximadamente 0,5 toneladas durante un año.
La contaminación atmosférica y acústica son efectos negativos del transporte vehicular. La movilidad activa reduce la contaminación atmosférica y acústica al sustituir los coches que producen gases de efecto invernadero y ruido, beneficiando el medio ambiente y los ecosistemas urbanos.

## Desventajas
Una preocupación importante sobre el aumento de la movilidad activa es el correspondiente aumento de lesiones y muertes, especialmente entre peatones o ciclistas y vehículos de motor. La movilidad activa a menudo requiere más tiempo que los desplazamientos en vehículo, y los efectos de la distancia, las características geográficas como las colinas y el clima pueden hacer que el esfuerzo al aire libre sea incómodo o impráctico. Otra crítica a la política de transporte activo sostiene que la conversión de carriles de tráfico para el uso de bicicletas hace que los viajes sean más difíciles para los viajeros que deben viajar en un vehículo de motor.

## Acciones gubernamentales

Señal de carretera en Victoria, Australia

La movilidad activa ha atraído a los legisladores debido a sus contribuciones beneficiosas a la salud física y la reducción de la contaminación del aire, lo que lleva a esfuerzos legislativos para hacer que la bicicleta y la caminata sean más seguras y atractivas para los desplazamientos y los mandados personales. Estas medidas incluyen cambios en la infraestructura para dar cabida a más ciclistas y peatones en las carreteras, regulaciones para limitar el tráfico de automóviles y educación y capacitación para mejorar la coordinación entre los vehículos de motor y las personas que utilizan la movilidad activa. Los desarrollos de infraestructura que se han correlacionado con una mayor movilidad activa son aceras más anchas, alumbrado público, terreno plano y vegetación urbana, particularmente con acceso a parques. El ciclismo, en particular, requiere más desarrollo de infraestructura para lograr un aumento notable en el uso, que incluye:
- Carriles para bicicletas: un carril separado en una carretera convencional designado por señalización y marcas en las calles que se reserva para bicicletas.
- Cajas para bicicletas: áreas en una intersección designadas para que ocupen las bicicletas cuando se detienen.
- Estaciones de bicicletas: aparcamientos especializados que también incluyen herramientas básicas para el mantenimiento de las bicicletas.[25]

Varias investigaciones también han enfatizado que la mayor contribución a la movilidad activa proviene del fácil acceso a servicios locales como restaurantes, tiendas y teatros, que pueden ser promovidos por los gobiernos locales.